# سيندي ميلر
سيندي ميلر (بالإنجليزية: Cindy Miller)‏ هي لاعبة غولف أمريكية، ولدت في 11 فبراير 1956 في دونكيرك في الولايات المتحدة.